# One Times Square

Het gebouw in 2012

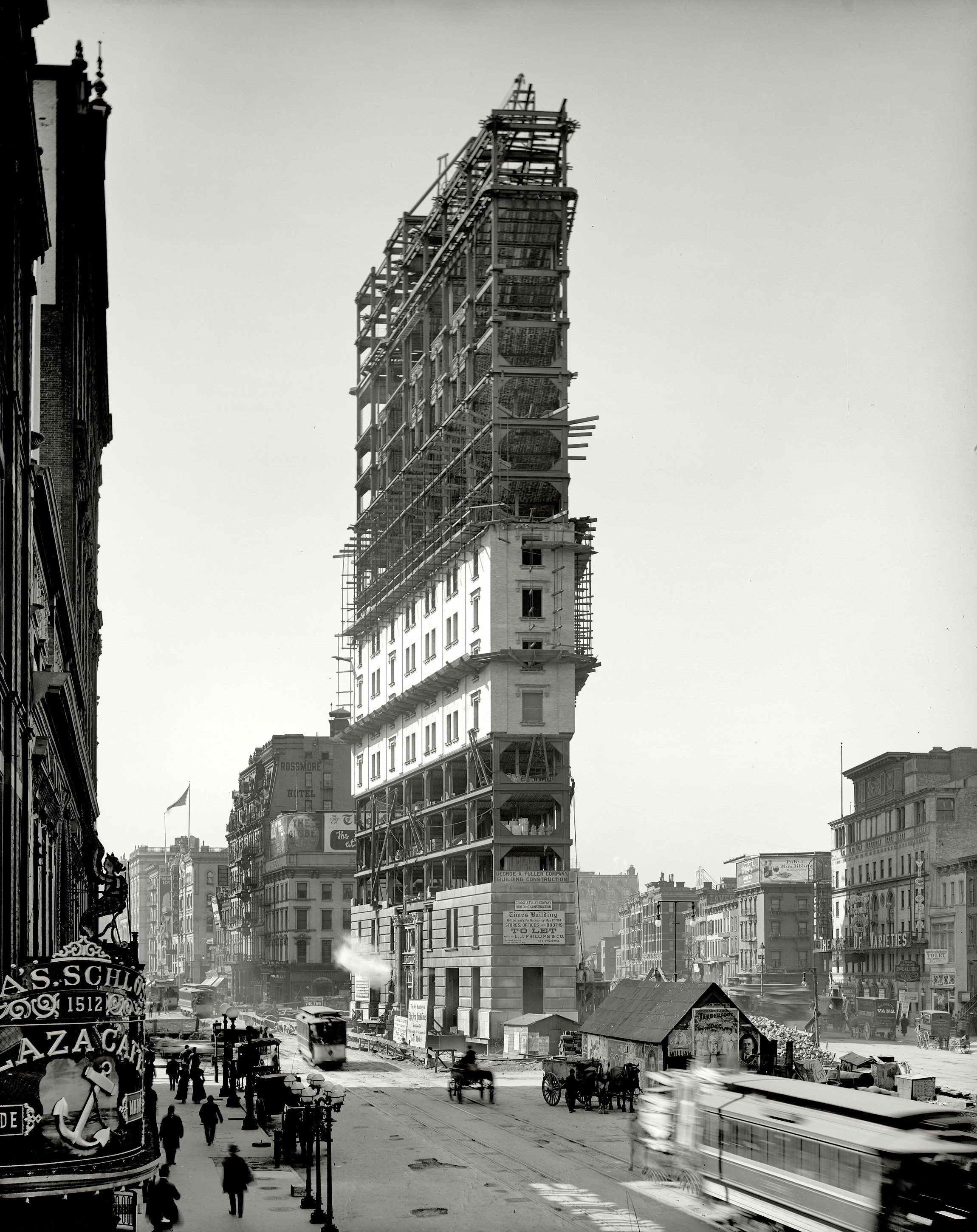
Het gebouw in aanbouw in 1903

One Times Square, ook bekend als 1475 Broadway, New York Times Building, New York Times Tower, of simpel als Times Tower, is een met 25 verdiepingen 120 meter hoge wolkenkrabber, ontworpen door Cyrus L. W. Eidlitz, gesitueerd aan 42nd Street en Broadway in New York. De toren werd oorspronkelijk gebouwd om als hoofdkwartier te dienen van de krantenuitgever The New York Times die ook zijn naam gaf aan het gebied als geheel, bekend als Times Square. De Times bleef echter minder dan 10 jaar in het gebouw en verhuisde naar het nieuwe gebouw op 229 West 43rd Street, The Times Square Building.
Hoewel de Times het gebouw verliet, bleef One Times Square een belangrijke attractie van Times Square vanwege de jaarlijkse New Year's Eve-feesten en de aanwezigheid van een elektronische lichtkrant op straatniveau sinds 1928. Na de verkoop aan Lehman Brothers in 1995 werd One Times Square opnieuw ingezet als reclamelocatie om te profiteren van de prominente locatie op het plein. Het grootste deel van de binnenkant van het gebouw blijft vacant (afgezien van haar enige grote huurder, een Walgreens-apotheek die de lagere verdiepingen bezet), terwijl de buitenkant is voorzien van een groot aantal traditionele en elektronische billboards. Vanwege het grote bedrag aan inkomsten dat de advertenties opbrengen, wordt One Times Square beschouwd als een van de meest waardevolle reclamelocaties in de wereld.
Jaarlijks laat men hier de Times Square Ball zakken als teken van de komst van het nieuwe jaar.